# 60 Sagittarii
60 Sagittarii, som är stjärnans Flamsteed-beteckning, är en dubbelstjärna, belägen i den västra delen av stjärnbilden Skytten och har även Bayer-beteckningen A Sagittarii. Den har en skenbar magnitud på 4,84 och är svagt synlig för blotta ögat där ljusföroreningar ej förekommer. Baserat på parallaxmätning inom Hipparcosuppdraget på ca 8,6 mas, beräknas den befinna sig på ett avstånd på ca 379 ljusår (ca 116 parsek) från solen. Den rör sig närmare solen med en heliocentrisk radialhastighet på ca -51 km/s. Den bildar det nordvästra hörnet av asterismen som kallas Terebellum.

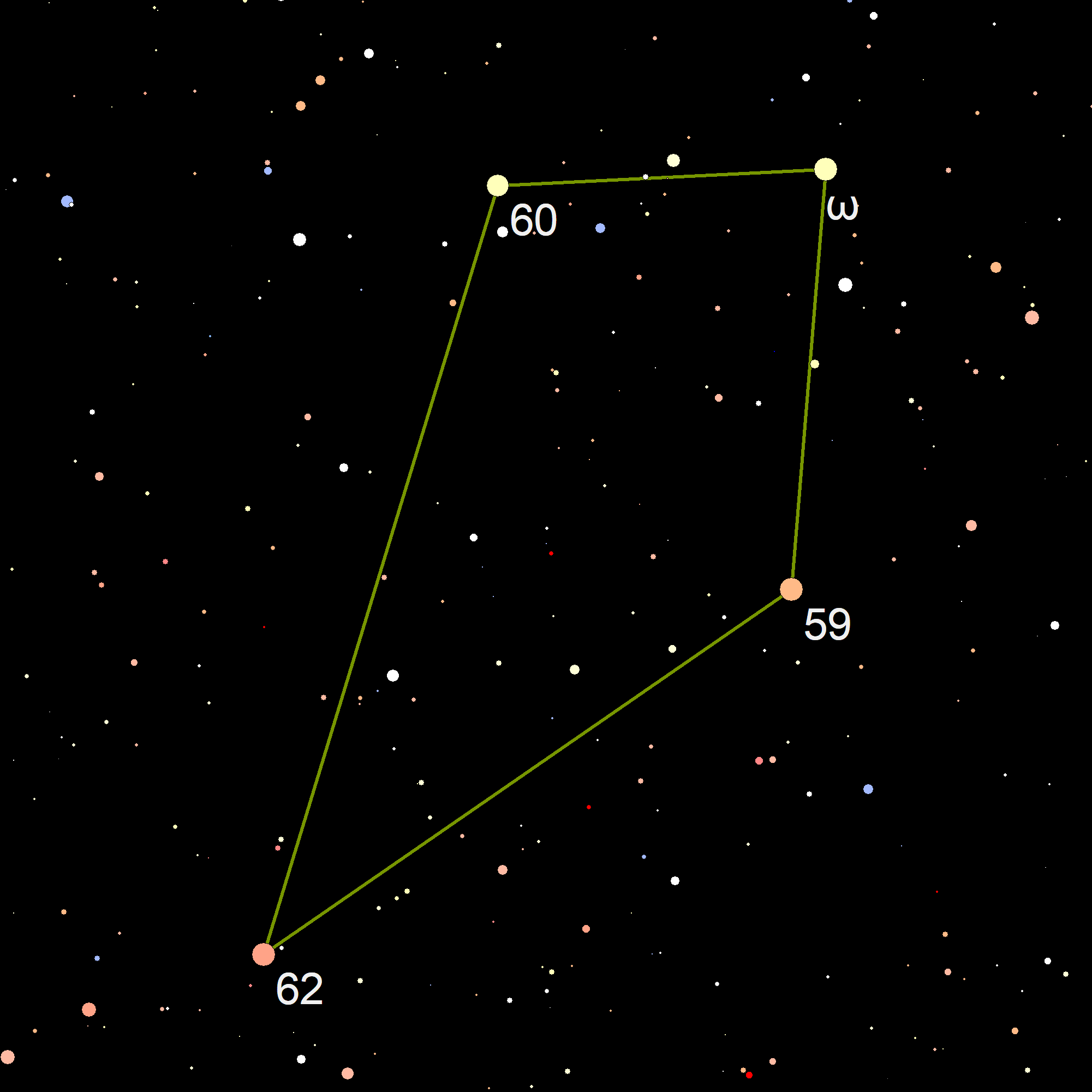
De fyra stjärnorna i Terebellum.

## Egenskaper
Primärstjärnan 60 Sagittarii A är en gul till vit jättestjärna av spektralklass G6 III, som ingår i gruppen av röda stjärnor på den horisontella jättegrenen, har förbrukat förrådet av väte i dess kärna och genererar energi genom termonukleär fusion av helium. I The Bright Star Catalog är den listad med spektralklass G6 III Ba0.2, vilket betyder att den är en svag bariumstjärna och därmed kan ha en vit dvärg som följeslagare. Den har en massa som är ca 6 solmassor, en radie som är ca 17 solradier och utsänder från dess fotosfär ca 170 gånger mera energi än solen vid en effektiv temperatur av ca 5 000 K.